# Eupithecia carribeana
Eupithecia carribeana là một loài bướm đêm trong họ Geometridae.